# Локалитет Градина
Локалитет Градина налази се јужно од насеља у Постењу, месту које припада општини Нови Пазар. Заштићен је као споменик културе од 1989. године.

## Историја
Хронологија локалитета обухвата седам културних хоризоната од којих прва три обухватају период праисторијеː енеолит, халштат и бронза. Антички период карактеришу грађевина и бенефицијарна станица. Утврђење датира из VI века и послужило је као основа утврђења из времена Јустинијанове грађевинске делатности широм и унутар Балкана. Два културна хоризонта везују се за периоде од IX до XII века.

## Положај и изглед
Утврђење Градина налази се на веома повољном геостратешком положају, на 2 ĸm од Новог Пазара. Простире се дуж купастог узвишења недалеко од пута Нови Пазар-Рашка. Остаци бојеног малтера сведоче о некадашњој грађевини импозантних димензија. Осим грађевине, постојала је и бенефицијарна станица. Ова два дела су била међусобно повезана бедемом. Остаци бедема обухватају елипсоидну зараван на врху брда и мањи, нижи плато који се налази са северне стране главног утврђења.

## Археолошка истраживања
Прва археолошка истраживања вршена су у периоду од 1982. до 1984. године. Истраживања постају систематска од 1988. године, током којих је откривено да је на утвђењу живот трајао са прекидима у периоду од гвозденог доба до средњег века. Конзервација откривених елемената започела је 1991. године, али је убрзо обустављена, као и сва даља археолошка испитивања.